# Бенон
Бенон (фр. Benon) насеље је и општина у западној Француској у региону Поату-Шарант, у департману Приморски Шарант која припада префектури Rochelle.
По подацима из 2011. године у општини је живело 1.193 становника, а густина насељености је износила 25,59 становника/km². Општина се простире на површини од 46,62 km². Налази се на средњој надморској висини од 22 метара (максималној 56 m, а минималној 7 m).

## Демографија
| 1962. | 1968. | 1975. | 1982. | 1990. | 1999. | 2011. |
| ----- | ----- | ----- | ----- | ----- | ----- | ----- |
| 494   | 504   | 416   | 400   | 426   | 514   | 1.193 |

График промене броја становника у току последњих година